# Escola Casteth Léon
Escola Casteth Léon és una obra d'Es Bòrdes (Vall d'Aran) inclosa a l'Inventari del Patrimoni Arquitectònic de Catalunya.

## Descripció
Les Escoles Nacionals de Bordes (avui, Escòla Castèth Léon) és un edifici en forma d'H, amb accés pels volums testers dels extrems, independent per a nois i noies. Aquests volums contenen elements decoratius remarcables per la composició dels pilars, les impostes i l'arquitrau, que proporcionen un espai porxat amb sostre enteixinat en què s'hi troba un portal d'arc de mig punt, a la planta baixa. Com a Salardú, el cos central presenta, a la planta baixa, una seqüència de sis obertures adovellades amb arcs de mig punt, tres a cada banda d'un pilar adossat de carreus regulars que actua com a eix de simetria, i que es repeteix als escaires dels diferents cossos de l'edifici. Al primer pis les obertures són regulars, àmplies, i en el mateix nombre que al pis inferior. La coberta és a dos vessants al cos central i composta als volums testers, amb teula de pissarra. L'escola Casteth Léon se situa al centre de la població, a tocar de l'església de la Mare de Déu del Roser.

## Història
Durant el primer quart del segle xx, l'escolarització dels infants en els àmbits de muntanya de l'Estat espanyol resultava deficitària. La Vall d'Aran no era aliena a la situació, fins al punt que el 1925 es va decretar una Reial ordre que establia un nou règim escolar a la Vall d'Aran. Naturalment, una de les primeres accions que van decretar-se consistia en la construcció d'escoles modernes i funcionals. Ignasi de Vilallonga, arquitecte de la Diputació de Lleida, va ser el responsable de projectar un primer lot a Es Bòrdes, Arties i Salardú. Les tres comparteixen la concepció arquitectònica, i cadascuna rep petites adaptacions de detall.